# Сегментний індикатор

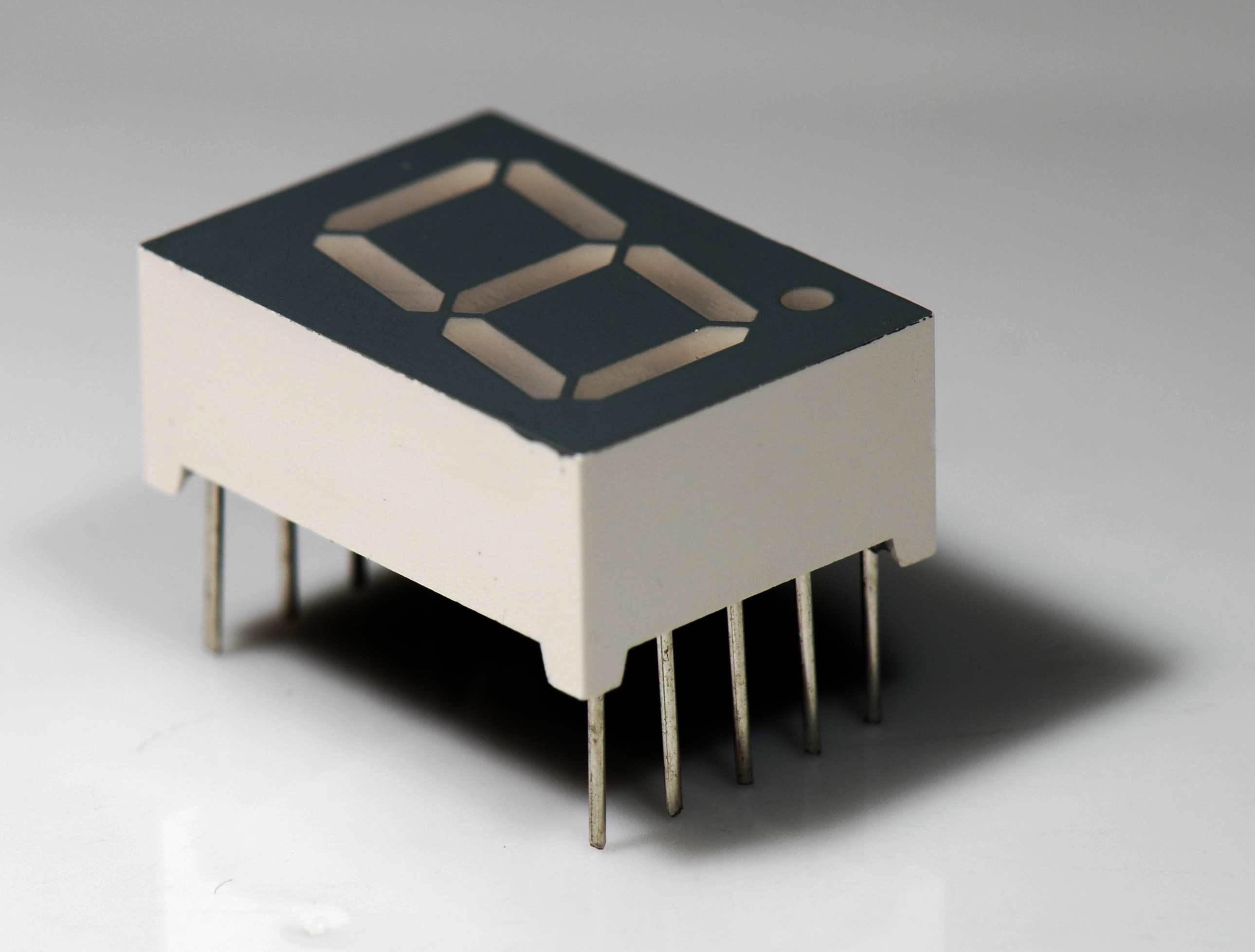
Семисегментний світлодіодний індикатор з десятковою комою

Сегме́нтний індика́тор — індикатор, елементи відображення якого є сегментами, згрупованими в одне або кілька знакомісць. 
Сегментом називається елемент відображення інформації знакосинтезувального індикатора, контур якого являє собою прямі та (або) криві лінії. На відміну від матричного індикатора, в якому всі елементи зображення однакові за формою, в сегментному індикаторі кожен сегмент унікальний. Форма і положення сегментів на індикаторі розробляється спеціально для передачі певного набору символів або знаків. Символи на таких індикаторах формуються сукупністю кількох сегментів. Основна відмінність сегментного індикатора від матричного — це порівняно невелика кількість елементів індикації і відповідно спрощена схема управління.

Таблиця всіх 128 варіантів станів сегментів

Найчастіше використовуються два типи сегментних індикаторів:
- Цифровий семисегментний індикатор, що має вісім елементів — сім сегментів для індикації цифри і один — для крапки.
- Цифро-літерний індикатор, що має дев'ять, чотирнадцять або шістнадцять сегментів. Такі індикатори мають можливість показати більшість символів латинського алфавіту та кирилиці, не рахуючи цифр і спеціальних знаків.

Індивідуальні сегменти семи-сегментного дисплея